# 肛门

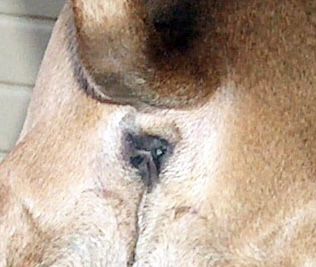
母狗的肛门照片

图示人类直肠、肛管、肛门

肛門（anus，anal orifice）是消化道（肠道）向外端的外部开口，即与口腔相对的一端，其功能是利于排出消化后的残余废物或废气。肛门又被民间称“屁眼”、“粪口”等等。
肛门存在于哺乳类、无脊椎类和大多数鱼类中，在兽亚纲动物是直腸延伸至體外的開口，是糞便排遺和消化系統废气（屁）的出口。
鸟类、爬行类、两栖类、鱼类等的排泄和排遗共用一个泄殖腔，由於它们的肛门與排泄相關，有時也被歸類到排泄系統的一部分。
在人体，肛门位于臀部正中线与两侧坐骨结节连线的交叉点上，会阴体与尾骨之间。平时紧闭呈一纵裂，排便时张开呈圆形。肛周（perianus）即肛门或肛管周围，有内、外括约肌，以控制肛门的开张和关闭，另有肛提肌，是托起盆底、协助排便和括约肛管的重要结构。

## 结构
肛门的主体部分是由肛门内、外括约肌组成的括约肌复合体。

### 肛门内括约肌
肛门内括约肌是直肠环肌层的延续，属平滑肌，呈珠白色，其上界与肛管直肠肌环平面齐平，下达括约肌间沟。
肛门内括约肌的肌束呈椭圆形，并呈叠瓦状排列，上部纤维斜向内下，中部逐渐呈水平，下部部分纤维略斜向上。
肛门内括约肌的下端最肥厚，形成一条清楚的环状游离缘，有联合纵肌的弹性纤维环绕。

### 肛门外括约肌
肛门外括约肌是肛管的最外层肌肉，属横纹肌，受体神经支配，可大致分为浅层和深层。
浅层为椭圆形肌束，围绕肛管两侧，一端止于尾骨尖，另一端止于肛门前侧会阴部的会阴浅横肌。
深层为环形肌束，围绕肛管一周，两端分别止于肛门两侧的坐骨结节。

## 功能

### 肛门闭合
平时肛门的内、外括约肌呈收缩状态，关闭肛门，防止直肠内的粪便、液体、气体等内容物流出，并维持
肛门闭合依靠内括约肌的收缩维持，而在产生便意感时，如果外界条件不允许排便，则通过外括约肌的收缩来闭合肛门。
相对于内括约肌，外括约肌容易疲劳，维持收缩状态的时间一般为55秒左右。

### 协助排便
当直肠内充满粪便时，在环境许可的情况下，大脑产生排便反射，使直肠产生蠕动，从而推动粪便向肛门的方向移动，此时内、外括约肌开始松弛，肛门张开一个小口。
在粪便前端对括约肌的持续刺激下，肛门的开口也逐渐增大；当开口达到最大时，外观呈圆形，直径为2~3厘米，粪便得以通过开口排出。
一段粪便排出体外后，外括约肌收缩，肛门重新闭合，直到下一段粪便到来为止。不过外括约肌也可能会过早收缩，将尚未完全排出的粪便夹断。

## 人類文化
肛门被大部分人視為隐秘部位，其影像被許多國家視為色情的影像，需要經過馬賽克處理。
在醫學上，肛溫檢查為誤稱，實際測量的是直腸體溫。肛門也是一種用於檢查的部位，例如用於蟯蟲診斷。另外，肛門也能投以肛門塞劑如治療便秘等。
肛門是生殖器附近的性敏感部位，被部分人群用以进行肛交。
人類可以將物品從肛門塞入以運送物品，通常用於走私金錢、毒品或其他違禁品。清朝末年大內銀庫庫兵經常用肛門夾帶白銀。现代贩毒集团亦有采用肛门藏毒的方式远距离贩运毒品，以此用来逃避毒品夹带的检查。

## 中文别称
肛門在中文裡又称“魄门”、“穀道”、“後門”、“屁眼”、“腚眼”、“屎眼”、“糞口”、“尻洞”、“尻穴”等。

### 後庭
明代文學對性相關話題的含蓄表達，以「后庭」代指肛門的性接触。
《醒世恆言．卷一○．劉小官雌雄兄弟》：「臨上交時，原來老嫗腰間到有本錢，把桑茂後庭弄將起來。」故事提到：當兩人要親熱時，才發現原來這位“老嫗”並不是一般女人，而是一個有那話儿的男人。「后庭」指肛門，暗示這人對桑茂進行了同性侵犯行為。

### 菊花
将肛门俚称为菊花，是受肛门外括约肌外观影响，肛门外观有放射状横纹，看起来像开放的菊花，故名。这种称呼广泛用于网络中，主要是调侃、戏谑的用法。
这一用法，不仅仅流行于普通网民，主流媒体也有使用，如对英国猎奇食物edible anus（直译：可食的肛门）的报道中就将其翻译成了“可食菊花”。
起源已不可考，但日本众道（日本古代一種男同性恋形式）若道等男同性戀盛行之時曾有人撰文《菊花之戀》（或《菊花之约》，上田秋成在1776年刊行），此用法经由台湾变异后传至大中华地区，可能是詞語來源。目前還知日語中，菊門（きくもん）是肛門的俗稱，日本漫畫家臼井儀人的作品《蠟筆小新》、《妙不可言》在臺灣出版時，已將肛門翻譯成菊花。